# Золотой петушок (балет)
Золото́й петушо́к (фр. Le Coq d’Or) — две различные по жанру постановки М. М. Фокина: 
- опера-балет, поставленная в 1914 году труппой Русский балет Дягилева по опере Н. А. Римского-Корсакова «Золотой петушок» в Опера́, Париж
- балет без участия оперных певцов, поставленный в 1937 году силами труппы Русский балет полковника де Базиля на сюиту по музыке к опере Римского-Корсакова в аранжировке Н. Н. Черепнина в Ковент-Гардене, Лондон.

## История создания

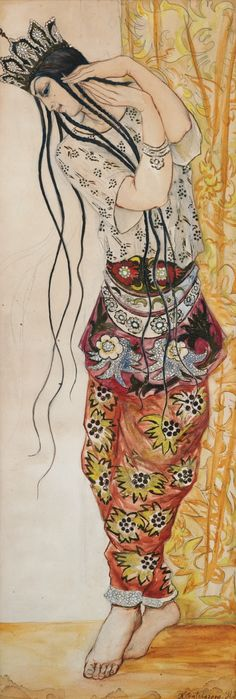
Н. С. Гончарова. Эскиз костюма Шамаханской царицы для Т. П. Карсавиной в опере-балете «Золотой петушок», 1914

Относительно постановки Фокина 1914 года встречаются различные определения: «опера-балет» или «балет с пением в 3 актах». С. Л. Григорьев писал о «Золотом петушке» в постановке труппы Дягилева, как об опере в трёх картинах, преобразованной в балет. 
После разрыва М. М. Фокина с С. П. Дягилевым А. П. Павлова просила хореографа «поставить для её антрепризы два балета». Фокин давно вынашивал план постановки балета «Золотой петушок» на музыку сюиты Глазунова и Штейнберга из оперы Римского-Корсакова, но Павлова от предложенной идеи отказалась. В своих мемуарах Фокин отметил, что постановка балета «Золотой петушок» для труппы Русский балет была именно его идеей, а Дягилев предложил ставить не балет по сюите, а полную оперу. По плану балетмейстера, сцена предоставлялась балету, а певцов и хор определяли к оркестру. Согласно воспоминаниям Фокина, Бенуа внёс удачную коррективу в его план: посадить певцов по бокам сцены, а решение утвердить сценографом постановки Гончарову было общим — Дягилева, Бенуа и самого Фокина. 
После скандального ухода В. Ф. Нижинского из труппы Русский балет для новых постановок С. П. Дягилеву требовался хореограф. Антрепренёр был вынужден пойти на примирение с Фокиным, телефонный разговор с которым, по свидетельству Григорьева, длился 5 часов, и Дягилев «убеждал, как только он умеет». Зимой 1913 года Сергей Дягилев примирился с Михаилом Фокиным и пригласил для оформления спектаклей Наталию Гончарову. Режиссёр труппы писал, что хореография Нижинского вела в тупик, «а возвращение Фокина вновь дало надежду на успех».
Согласно воспоминаниям Григорьева, Дягилев задумывал задействовать на сцене только балетных артистов и отделить от них оперных исполнителей, поэтому решил поместить певцов к оркестру. Однако этому воспрепятствовал недостаток места, и тогда было принято предложение Гончаровой: «построить на самой авансцене с двух сторон две лестницы в виде пирамид, которые сливались бы с декорацией, и на них поместить певцов и хор, одев их всех в одинаковые боярские костюмы». Действие оперы-балета разворачивалось по либретто В. И. Бельского.
Антрепренёр желал представить публике оперу, хореограф стремился создать балетную постановку на музыку своего любимого русского композитора. В итоге получился симбиоз — опера-балет, что было впоследствии повторено в постановках на музыку И. Ф. Стравинского «Байка про Лису» (1917), «История солдата» (1917), «Свадебка» (1923) и «Царь Эдип» (1927).
К тому времени первые балетные партии в спектаклях труппы исполнялись Тамарой Карсавиной. На роль царя Дадона Дягилев пригласил одарённого мима Алексея Булгакова. Репетиции «Золотого петушка» Фокин начал за 3 недели до начала парижского сезона. По замыслу хореографа, роль Золотого петушка исполнялась балетной танцовщицей. Согласно Григорьеву, премьера «Золотого петушка» должна была стать главной приманкой сезона. Парижские зрители не были в восторге от последних экспериментов Дягилева и ожидали повтора успехов первых сезонов Русского балета.

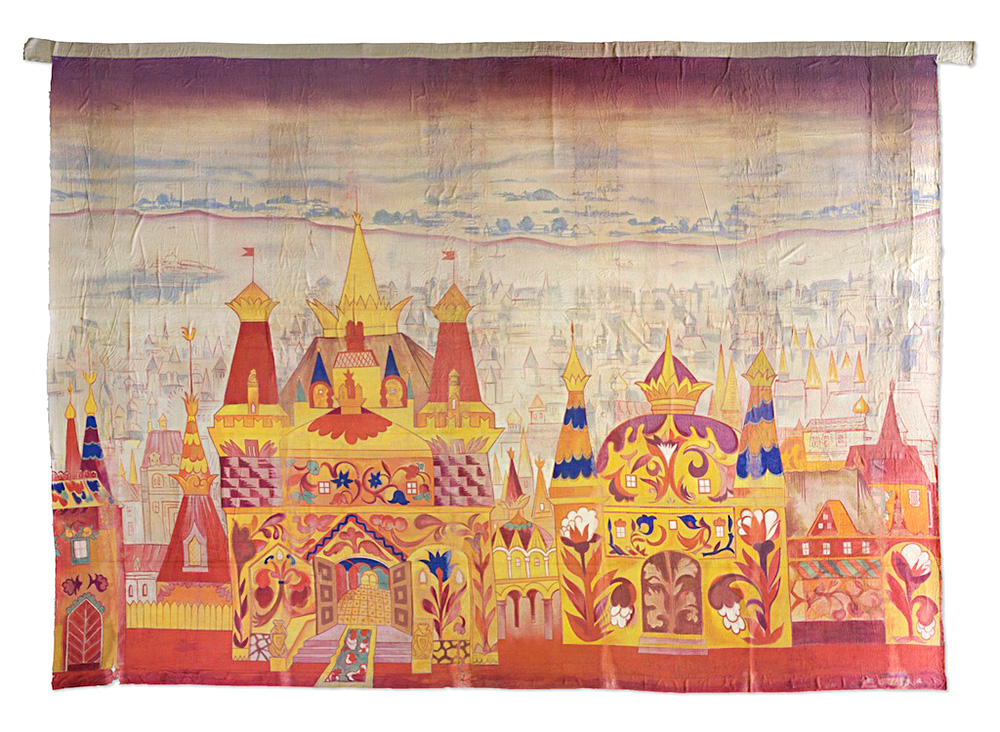
Наталья Гончарова. Задник декорации к третьему акту оперы-балета «Золотой петушок», 1914

Опера-балет «Золотой петушок» стала триумфом Русского балета Дягилева сезона 1914 года как в Париже, так и в Лондоне. Фокин упоминал о подражании его хореографии в постановках «Петушка» в Метрополитен Опера в Нью-Йорке (А. Ф. Больм, 1918, «где она много лет шла по-балетному („по Фокину“, как гласит программа)»), в Буэнос-Айресе и Сан-Франциско.
Почти четверть века спустя, в 1937 году, Фокин воплотил свою давнишнюю мечту по постановке балетной версии в 3 сценах без участия оперных исполнителей. Сохранились минутные фрагменты этого балета в съёмках без звука 1937 года и 1940-х годов. Хореограф расценивал балет «Золотой петушок» как одну из самых удачных своих постановок.
У Фокина антреприза полковника де Базиля выступает под названием Col[onel] de Basil Ballet Russe de Monte Carlo, которая в 1937 году готовила возобновление постановки оперы-балета «Золотой петушок» в редакции 1914 года в Ковент Гардене. Работу по обновлению декораций и костюмов Гончаровой хореограф считал «одною из самых прекрасных, которую только приходилось видеть на сцене». Приступив к подготовке работы, Фокин решил отказаться от повтора оперно-балетной версии и поставить чистый балет. В сокращении длительности музыки участвовал Н. Н. Черепнин. Фокин признался, что танец-грёза Шамаханской царицы, двух юношей и четырёх дев из 2-го акта стал самым любимым из созданных им танцев, а балетная версия «Петушка» стала единственным сочинением, детально составленным до репетиций с исполнителями.
По мнению М. Фокина, Т. Рябушинская родилась для роли Петушка. Американский танцовщик с русским псевдонимом М. Платов удивительно хорошо исполнял роль русского царя Дадона. И. Баронова мастерски представила труднейшие и виртуознейшие танцы Шамаханской царицы, но в дальнейшем балерина стала упрощать роль и танцевать её на полупальцах, поэтому симпатии хореографа остались на стороне менее танцевальной версии 1914 года в исполнении Т. Карсавиной, создавшей более цельный и значительный образ без каких-либо упрощений.
Фокин выделил основные отличия версий 1914 и 1937 годов:
- Балетная версия стала более танцевальной, представляла собой «почти сплошной танец»
- Оперные партии передавались инструментами оркестра, как в сюите
- В балете хореограф более следовал духу музыки, нежели словам либретто. Был введён новый соблазнительный танец Шамаханской царицы, покоряющей царя Дадона[24]
- В опере Петушок был представлен бутафорской птицей из папье-маше, вместо чего в балете была создана танцевальная роль для балерины. Балет начинался с появлением Петушка и заканчивался с его исчезновением
- В балете был поставлен пролог, где Звездочёт ловил и заколдовывал Петушка, при помощи которого решил овладеть могущественной дочерью воздуха, Шамаханской царицей. В царстве Дадона Петушок представал в образе птицы-девы
- Персонажи Шамаханская царица и Петушок были «подняты на пальцы»[25]
- В балете роль Звездочёта стала играть бо́льшее значение, нежели в опере[26].

## Премьеры
Опера-балет в Опера́ (1914)
- 1914 — 24 мая первое исполнение оперы-балета в трёх картинах, преобразованной в балет, состоялось в Опера́, Париж[1][4][27]. Некоторые источники датируют премьеру 21 мая 1914 года[2][3]. Замысел А. Н. Бенуа на основе оперного либретто В. И. Бельского, музыка Н. А. Римского-Корсакова, дирижёр П. Монтё; хореография М. М. Фокина, сценография Н. С. Гончаровой, режиссёр С. Л. Григорьев. Основные оперные партии исполняли: А. И. Добровольская, Е. Ф. Петренко, Б. Гетров, И. А. Алчевский, Белянин, Николаева[4]. Основные исполнители балетных партий:
  - Шамаханская царица[К 1] — Т. П. Карсавина
  - Дадон — А. Д. Булгаков
  - Звездочёт — Э. Чеккетти[3]

Также участвовали танцовщики Езерская и Ковальский
Балет в Ковент-Гардене (1937)
- 1937 — 23 сентября первое исполнение новой балетной редакции в Ковент-Гардене, Лондон, силами Русского балета полковника де Базиля (фр. Ballets Russes du Colonel de Basil)[1]. Музыка сюиты из оперы Н. А. Римского-Корсакова «Золотой петушок» в редакции Н. Н. Черепнина, дирижёр А. Дорати, балетмейстер М. М. Фокин, костюмы и декорации Н. С. Гончаровой[2]. Основные исполнители балетных партий:
  - Шамаханская царица — И. М. Баронова
  - Петушок — Т. М. Рябушинская
  - Дадон — М. Платов
  - Звездочёт — Г. Алджеранов[1][27]

## Оценки
В воспоминаниях С. Л. Григорьев писал, что оперно-балетная постановка «Золотого петушка» «имела огромный успех, и опера была принята в Париже публикой и прессой восторженно и, конечно, этому очень способствовали замечательные, красочные и оригинальные декорации и костюмы Н. Гончаровой». 
Данная оценка расходилась с мнением Ю. А. Бахрушина: «„Золотой петушок“ скорее являлся издевательством над русским композитором-классиком, чем художественным произведением». Наследники Римского-Корсакова и ряд музыкантов выступали против использования музыки композитора в постановке Фокина, и хореографу приходилось публично оспаривать на то своё право как в 1914, так и в 1937 годах. В. М. Красовская не расценивала попытку Фокина совместить оперу и балет в одном спектакле удачной: «Специфика балетного искусства переставила акценты, и в центр спектакля вышла тема роковой соблазнительницы — Шемаханской царицы в исполнении Карсавиной. Изобразительное начало хореографии, достигнув апогея в недрах оперы, на то не рассчитанной, оборачивалось прямой иллюстративностью и шло в ущерб содержанию».
По мнению Г. Н. Добровольской, М. С. Друскин в книге «Игорь Стравинский» недооценил воздействие М. М. Фокина на творчество композитора, хотя указал, что «Золотой петушок» стал первым толчком к возникновению новаторских тенденций в сочинениях Стравинского для музыкального театра. Далее балетовед отметила особенности оперы-балета Фокина: «Действительно, тот новый тип синтетического спектакля, в котором разные искусства, каждое своими специфическими выразительными средствами, раскрывают авторский замысел, восходит к „Золотому петушку“. Певцы на сцене не были связаны пластикой и мизансценами, и вокальные партии передавались безупречно; танцовщики раскрывали содержание спектакля в другом виде искусства, как бы в параллельном оперному плане, обогащая смысл произведения. Самым уязвимым местом представления было то, что подобное синтетическое решение не было предусмотрено Римским-Корсаковым».
Напротив В. М. Гаевский оправдывал подход хореографа: «Ведь и «Руслан», и «Князь Игорь», и «Золотой петушок» строятся по одной гениальной схеме: героический миф, олицетворённый в певце, сталкивается с эротическим мифом, воплощённым в танце. М. П. Рахманова отмечала полярное различие первых трёх постановок оперы Римского-Корсакова (в Опере Зимина (режиссёр П. С. Оленин, художник И. Я. Билибин), в московском Большом театре (режиссёр В. П. Шкафер, художник К. А. Коровин), в дягилевской антрепризе (опера-балет в постановке М. М. Фокина, оформление Н. С. Гончаровой) при художественно убедительных прочтениях партитуры каждой из них.

## Возобновление
Балет
- 2012 — постановка 2-х актного балета «Золотой петушок» в реконструкции А. О. Ратманского была осуществлена силами Американского балетного театра и явилась адаптацией одноактного балета М. М. Фокина 1937 года для Королевского балета Дании[20]

Опера-балет
- 2013 — к 100-летию постановки оперно-балетной версии «Золотого петушка» труппой Дягилева Г. Г. Исаакян и А. М. Лиепа возобновили Небылицу в лицах, оперу-балет в трех действиях в Московском Государственном Академическом Детском Музыкальном Театре имени Н. И. Сац[33]. Возобновлённая постановка имела успех на гастролях в Париже[34] и Лондоне, вошла в репертуар театра.

## Комментарии
1. ↑  У А. С. Пушкина и в мемуарах С. Л. Григорьева и М. М. Фокина — Шамаханская царица, у балетоведов чаще используется вариант орфографии Шемаханская царица.